# Alpenpässe im Wallis zu römischer Zeit
Im Römischen Reich war der Grosse-St.-Bernhard-Pass (Summus Poeninus oder Penninus, 2.469 m) der wichtigste Alpenübergang zwischen Italien und den Nordprovinzen Gallia und Belgica. Zudem war es die direkteste Verbindung nach Britannien. Der Pass wurde von den Römern stark ausgebaut. Auf der Passhöhe errichteten sie einen kleinen Tempel zu Ehren Jupiters. Auf den beiden ältesten, in den Jahren 1978 bzw. 1980 bei Versvey gefundenen Meilensteinen der Schweiz aus dem Jahre 47 n. Chr. nördlich vom Forum Claudii Vallensium (Martigny) auf der Passroute steht im Zusammenhang mit dem Ausbau der Passstrasse über den Grossen St. Bernhard an den Genfersee:
Ti(berius) Claudius Drusi f(ilius) | Caesar Aug(ustus) Germ(anicus) | pontif(ex) max(imus) trib(unicia) pot(estate) VII | imp(erator) XII p(ater) p(atriae) co(n)s(ul) IIII |5 (a) F(oro) C(laudii) A(ugusti) | (milia passuum) XXXVII bzw. XXI
Übersetzung:
Kaiser Tiberius Claudius Augustus, Sohn des Drusus, Germanensieger, Oberpriester, im 7. Jahr seiner tribunizischen Gewalt, zum 12. Mal zum Imperator ausgerufen, Vater des Vaterlandes, zum 4. Mal Konsul. Von Forum Claudii Augusti (Martigny) 37 Meilen (~55 km) bzw. 21 Meilen (~31 km).

## Verbindungen mit Italien
Der Übergang über den Theodulpass ist belegt durch frühkaiserliche Münzfunde, der Monte-Moro- und Antronapass sind belegt durch spätantike Münzfunde, ebenso wie der Albrunpass und der Nufenenpass. Der Simplonpass (ital. Sempione) verbindet Novara mit dem Wallis und stellt die kürzeste Verbindung zwischen dem Wallis und Mailand dar. Da der Gotthardpass zur Römerzeit wahrscheinlich nicht benutzt wurde, war der Simplon via Grimsel- und Furkapass die schnellste Verbindung zum zentralen Teil der Alpen und an den oberen Rhein.
Nachweislich wurde der Simplon im Jahre 195 n. Chr. unter Kaiser Septimius Severus für einen Betrag von 22.600 Sesterzen ausgebaut und in Stand gesetzt. Allerdings fehlen zurzeit Münzfunde auf der Passhöhe. Dokumentierte Überquerungen sind nicht vorhanden; erst nach dem Untergang des Römischen Reiches im Jahre 489 n. Chr. soll der Burgundenkönig Gundobad mit seiner Horde den Simplon vom Wallis aus in Richtung Italien überquert haben.
Auf der Nordseite des Wallis sind folgende Pässe nachweislich von den Römern benutzt worden: Der
Lötschenpass und Gemmipass bildeten die Verbindung mit dem Berner Oberland; sie sind belegt durch frühkaiserliche Münzfunde. Der Lötschenpass wurde vermutlich auch als Pilgerweg benutzt, da in Thun-Allmendigen (Berner Oberland) ein bedeutendes römisches Heiligtum stand.

## Römischer Strassenbau in den Alpen
Erste Wege und Strassen führten über alte, oft schon von den Vorgängern der Römer befestigte Wege, wie die über den Septimer, Splügen, Simplon, Grossen St. Bernhard oder Montgenèvre. Aber bald dehnte sich der Strassenbau auch auf andere Pässe aus, die zuvor zwar begangen wurden, aber doch weniger Bedeutung hatten, wie der Kleine St. Bernhard, Grimsel, San Bernardino, Reschen, Plöcken oder auch Brenner. Auch Herbergen, so genannte Mansiones (Einzahl: Mansio), wurden schon errichtet, während Zollstationen meist im Tal lagen, besonders dort, wo die Provinzgrenzen aufeinander trafen. Auch wenn die Herrschaft der Römer auf die Alpenregion z. T. kaum mehr als drei Jahrhunderte umfasste, war dies die umfassendste Umwälzung in dieser Region seit der neolithischen Revolution, und in vielen Regionen gab es bis zum Aufkommen des Tourismus keine grössere Umwälzung. Der Einfluss eines Grossreiches mit seiner hohen Kultur, Finanzkraft, Infrastruktur und staatlichen Ordnung auf eine einfache, wenn auch bei weitem nicht kulturlose Region wie die der Alpen hatte Folgen, die noch heute in den gesamten Alpen zu spüren und zu sehen sind.